# Nationaal park Karaburun-Sazan

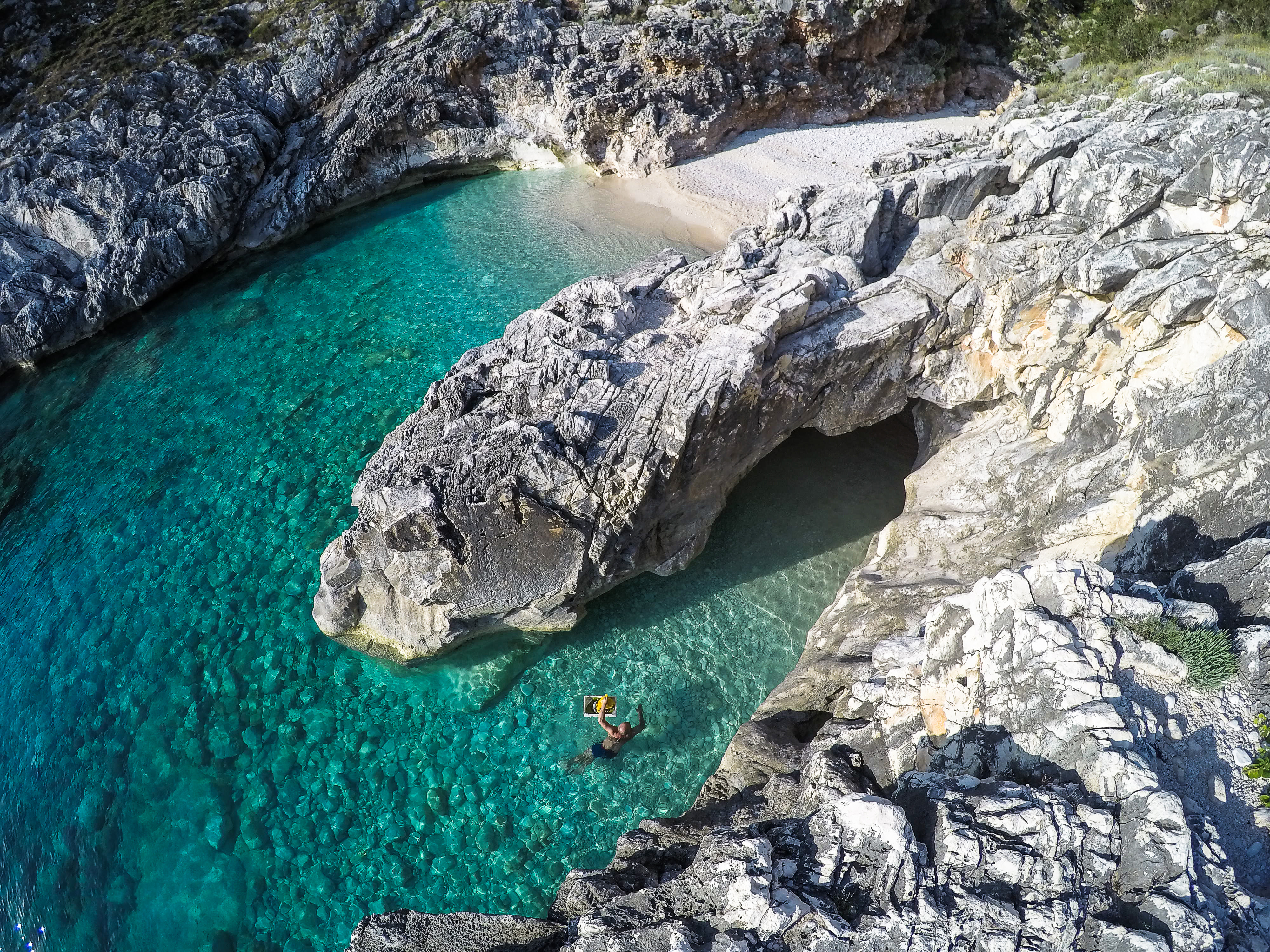
Gjiri Skaloma Beget, Nationaal park Karaburun-Sazan

Nationaal park Karaburun-Sazan (Albanees: Parku Kombëtar Detar Karaburun Sazan, Nederlands (voluit): nationaal marien park Karaburun-Sazan) is een nationaal park in Albanië. Het park werd opgericht in 2010 en beslaat 124,28 vierkante kilometer. Het is het enige zeepark van Albanië en ligt langs de kust van het schiereiland Karaburu en het eiland Sazan. Het landschap bestaat vooral uit kust, stranden, kliffen met een rijke onderwaterwereld (monniksrob, dolfijn).